# MM7 (柳應廷歌曲)
〈MM7〉是香港男歌手柳應廷的單曲，於2022年1月26日在數位平台正式發行並派台，MV原定於2022年2月4日發佈，其後改為2月7日發佈。歌曲以「正」字的速成碼作為歌名。 歌曲為新城勁爆本地榜冠軍，而903專業推介及中文歌曲龍虎榜最高位置均為三甲位置以內。

## 曲目
1. MM7
  - 作曲：The Hertz
  - 作詞：小克
  - 編曲：The Hertz、王雙駿
  - 監製：王雙駿

## 歌名
「MM7」是「正」字的速成碼，緣於柳應廷粉絲心急打錯字。柳應廷受訪時指歌名有「正音樂」的意思，亦紀念其和填詞人小克及監製王雙駿的第七次合作，同時建立與聽眾的連結 。

## 歌曲及音樂影片概要
此曲的主題延續柳應廷之前的歌曲，為「愛自己」。在音樂影片中，柳應廷以四個造型呈現自己的內心世界，包括主軸的人設、黃色的音樂狂人、紅色的「Theatre Jer」和銀灰色的未來兒童。他表示香港很少歌手會這樣做，他想挑戰、突破自己，同時都想給觀眾新鮮感。音樂影片則寓意就算內心存在不同的自己，都要與他們共存，不要因為他人的目光而拒絕做自己。柳應廷稱此曲為一首「間奏曲」，代表經歷以往的階段再與自己說的話。他希望新歌是開心、輕鬆之餘也帶有訊息，希望大家聽歌後好像放了一個假期。

## 派台成績

### 叱咤903專業推介 走勢
| 周次     | 第6周  | 第7周   | 第8周   | 第9周   | 第10周 |
| 放榜日期 | 2月5日 | 2月12日 | 2月19日 | 2月26日 | 3月5日 |
| 榜上位置 | 7      | 2       | 5       | 19      | 6      |
| -------- | ------ | ------- | ------- | ------- | ------ |

### 香港電台第二台 中文歌曲龍虎榜 走勢
| 周次     | 第6周  | 第7周   | 第8周   | 第9周   |
| 放榜日期 | 2月5日 | 2月12日 | 2月19日 | 2月26日 |
| 榜上位置 | 19     | 3       | 6       | 7       |
| -------- | ------ | ------- | ------- | ------- |

### 新城知訊台 勁爆本地榜 走勢
| 周次     | 第8周   | 第9周   | 第10周 | 第11周  | 第12周  | 第13周  |
| 放榜日期 | 2月19日 | 2月26日 | 3月5日 | 3月12日 | 3月19日 | 3月26日 |
| 榜上位置 | 14      | 11      | 8      | 9       | 8       | 1       |
| -------- | ------- | ------- | ------ | ------- | ------- | ------- |

### 加拿大至 HIT 中文歌曲排行榜
| 周次     | 第7周   | 第8周   | 第9周   | 第10周 | 第11周  |
| 放榜日期 | 2月12日 | 2月19日 | 2月26日 | 3月5日 | 3月12日 |
| 榜上位置 | 10      | 6       | 2       | 1      | 9       |
| -------- | ------- | ------- | ------- | ------ | ------- |

### 各大流行榜最高位置
| 樂壇流行榜     | 最高位置 |
| -------------- | -------- |
| 903 專業推介   | 2        |
| 中文歌曲龍虎榜 | 3        |
| 新城勁爆本地榜 | 1        |